# Palacio de Justicia del Condado de Antelope
El Palacio de Justicia del Condado de Antelope (en inglés, Antelope County Courthouse) es un edificio de gobierno situado en Neligh en el Condado de Antelope, en el estado de Nebraska (Estados Unidos). Fue construido en 1894. Fue incluido en el Registro Nacional de Lugares Históricos en 1980.  A partir de 1980, era uno de los juzgados más antiguos todavía en uso en Nebraska.
Neligh fue fundada en 1873 y 10 años más tarde triunfó en su competencia con Oakdale por ser designada sede de condado. El Palacio de Justicia fue diseñado por George E. MacDonald de Lincoln, pero se descubrió que los planos estaban incompletos y Fred Thornton de Neligh los completó. El contratista J. N. Mills comenzó la construcción el 2 de agosto de 1894 y la finalizó el 11 de enero de 1985.
La planta del edificio mide 19,2 x 20,7 m. Originalmente tenía una gran torre de reloj que se elevaba a 30 m en su centro, rodeada por cuatro pirámides en cada esquina. La torre estaba sostenida por cerchas arqueadas. La torre fue removida en 1964, mientras que las pirámides permanecen. El secretario del condado, el tesorero y otras oficinas del condado se trasladaron a un edificio anexo separado construido en 1966, mientras que el palacio de justicia permaneció en el edificio original.

## Galería

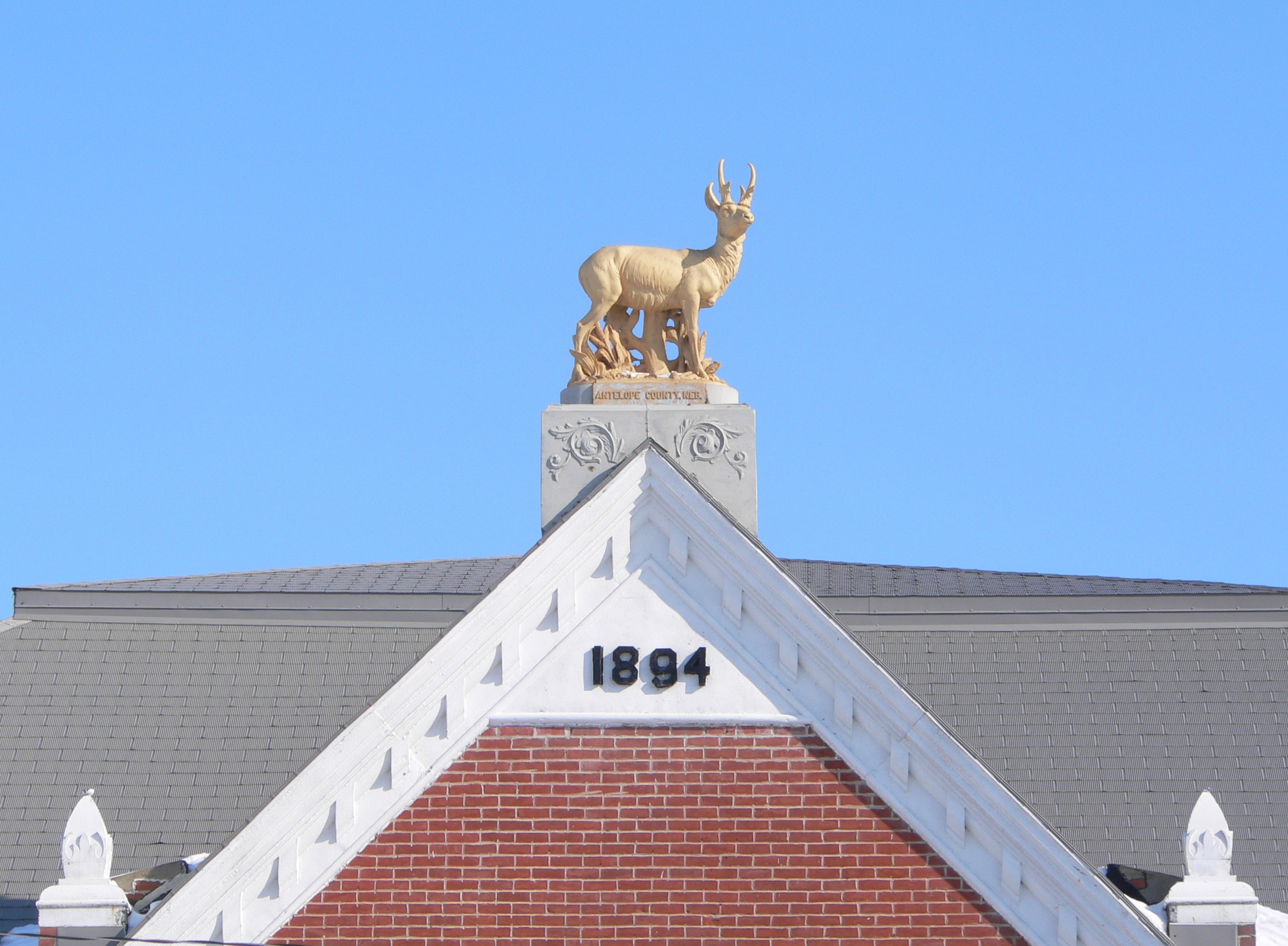
Detalle de la fachada
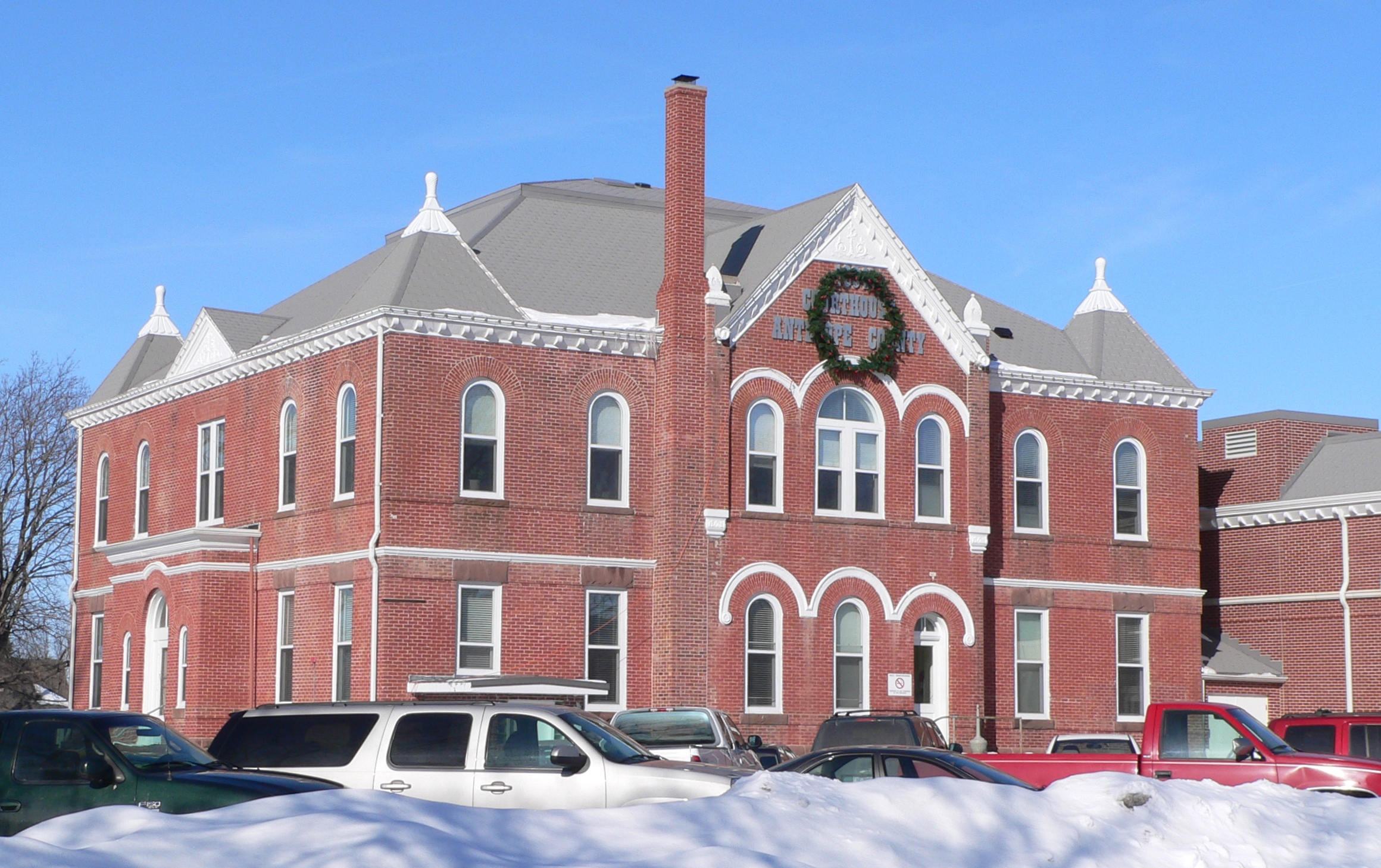
Parte trasera